# Gerardo Tazzer
Gerardo Tazzer Valencia (ur. 12 grudnia 1951 w mieście Meksyk) – meksykański jeździec sportowy. Brązowy medalista olimpijski z Moskwy.
Zawody w 1980 były jego pierwszymi igrzyskami olimpijskimi. Startował na koniu Caribe. Pod nieobecność sportowców z części krajów tzw. Bloku Zachodniego sięgnął po medal w drużynowym konkursie skoków przez przeszkody. Brał również udział w igrzyskach olimpijskich w 1984, 1988 i 2004 roku.